# Château de Vila Viçosa
Le château de Vila Viçosa est une ancienne fortification militaire située dans la freguesia de Nossa Senhora da Conceição e São Bartolomeu (pt), sur le territoire de la municipalité de Vila Viçosa (district d'Évora, Portugal),.
En position dominante sur la ville, près du versant nord-est de la Serra de Ossa, il se dresse sur une colline naturellement défendue par le ruisseau Ficalho et le ruisseau Carrascal, petits affluents du fleuve Guadiana. C'était le siège de la Maison de Bragance, avant la construction du Palais royal de Vila Viçosa. 
Il est classé Monument national depuis 1910.

## Historique
Bien qu'il n'existe aucune information fiable, à en juger par les pierres tombales retrouvées dans la région, on pense que la première occupation humaine de ce site remonte à la Conquête romaine de la péninsule Ibérique. Du fait de sa proximité avec la voie romaine reliant Évora à Mérida, certains auteurs pensent que cette occupation de son altitude a été réalisée par une petite fortification.

### Le château médiéval
À l'époque de la Reconquête chrétienne de la péninsule Ibérique, lorsque la nationalité portugaise s'affirma, la région fut dominée après la conquête d'Alcácer do Sal (1217).
Bien qu'il ne soit pas possible de dire si une colonie primitive a été abandonnée et réoccupée ou si son implantation chrétienne a été tardive, il est certain que Vila Viçosa a reçu sa charte du roi Alphonse III (1248-1279), émise le 5 juin 1270. Cette période marque le début de la construction de son château, à laquelle son fils et successeur, le roi Denis Ier (1279-1325), a donné une impulsion efficace, en achevant sa construction et en érigeant l'enceinte de la ville.

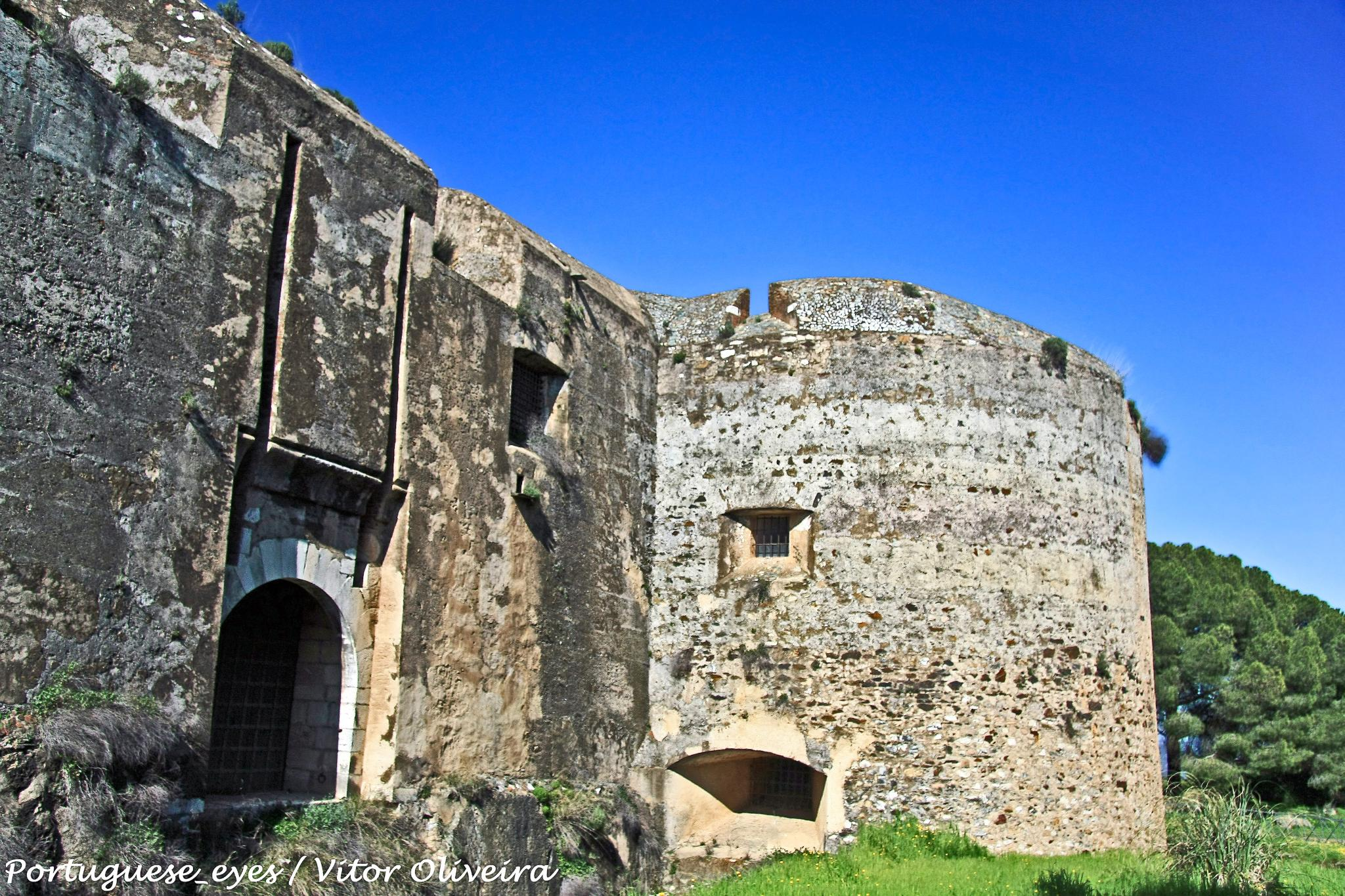

Sous le règne du roi Ferdinand Ier (1367-1383), suivant l'exemple de plusieurs châteaux du royaume, d'importantes améliorations furent apportées aux fortifications de Vila Viçosa.
À la fin de la crise portugaise de 1383-1385, les domaines de Vila Viçosa faisaient partie de la vaste donation faite par Jean Ier (1385-1433) au Connétable de Portugal, Nuno Álvares Pereira, en récompense des services rendus.
La ville passa à son tour à son petit-fils, Ferdinand Ier, comte d'Arraiolos, par donation le 4 avril 1422. Devenu deuxième duc de Bragance et habitué aux plaines de l'Alentejo, il refusa de s'installer au palais ducal de Guimarães. Il fit donc construire un palais dans le château de Vila Viçosa, élevant cette ville au rang de siège du duché de Bragance.
Son fils, Ferdinand II, 3e duc de Bragance, fut accusé de trahison par le roi Jean II et décapité à Évora. La famille s'exila alors en Castille, abandonnant le château de Vila Viçosa où elle résidait.
À son retour, le duc Jacques Ier de Bragance ne souhaita pas vivre dans le palais associé au souvenir tragique de son père. Son mariage avec la noble castillane Leonor, fille du duc de Medina Sidónia, étant arrangé, il fit construire en 1501 l'actuel palais ducal, où il résida depuis son mariage l'année suivante. Également à sa demande, plusieurs rénovations furent entreprises au château, notamment les bastions ronds à l'italienne et les douves défensives.

### De la guerre de Restauration à nos jours

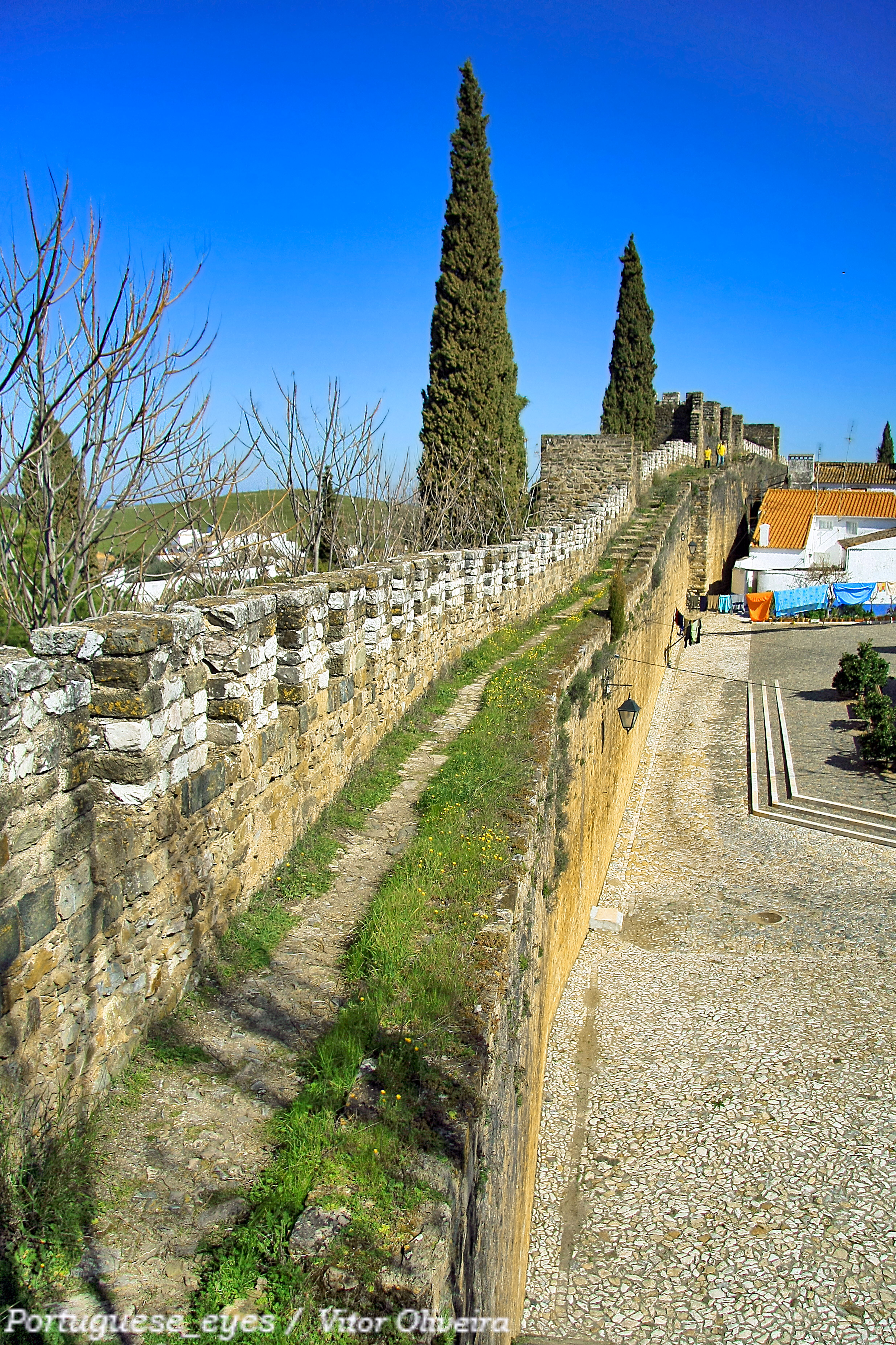
La muraille

Pendant la guerre de Restauration, le château fut renforcé par une nouvelle enceinte de murailles, construite entre 1663 et 1664, selon un plan en forme de polygone étoilé, adapté à l'artillerie moderne de l'époque. Ainsi défendue, la ville résista victorieusement à l'assaut des troupes espagnoles commandées par le marquis de Caracena, qui furent ensuite vaincues, à proximité, par les troupes portugaises commandées par le marquis de Marialva , lors de la bataille de Montes Claros (1665).
Le château, actuellement propriété de la Fondation de la Maison de Bragance, a fait l'objet de travaux de consolidation et de restauration à plusieurs reprises au cours du XXe siècle et a servi de maison d'hôtes pendant quelques années. Il abrite actuellement le Musée de la Chasse, qui abrite la collection privée de Manuel Lopo Caroça de Carvalho, ainsi que le Musée archéologique de la fondation.

## Caractéristiques

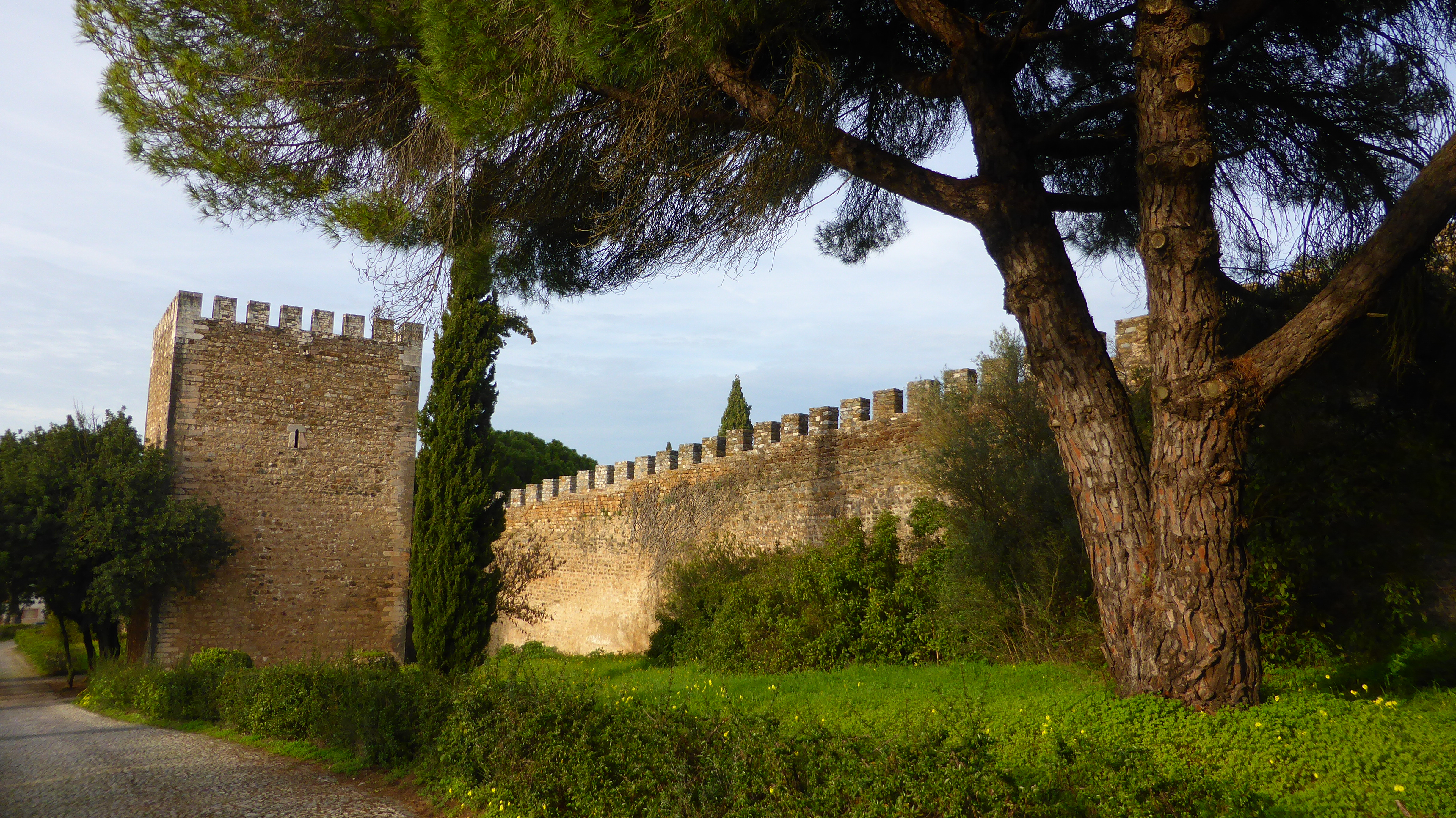
Le donjon

Le château médiéval présente un plan carré, avec des murailles d'environ soixante mètres de côté, renforcés aux angles ouest et est par de grandes tourelles circulaires. Ses côtés nord-ouest et nord-est partageaient l'enceinte de la ville. À l'intérieur se trouvait l'église principale, siège de la première paroisse de la ville, et abrite aujourd'hui l'important sanctuaire de Notre-Dame de la Conception de Vila Viçosa, proclamée sainte patronne du Portugal en 1646.
Le donjon n'a été construit que sous le règne du roi Ferdinand, à l'écart du château, en face d'une porte de ville au milieu de la partie sud-ouest de l'enceinte de la ville, à laquelle il était relié par une passerelle.
Délimitant une zone d'environ trois hectares, l'enceinte de la ville, de plan pentagonal irrégulier, est interrompue par plusieurs portes, dont la Porta de Évora, la Porta de Estremoz et la Porta de Olivença.

## Galerie

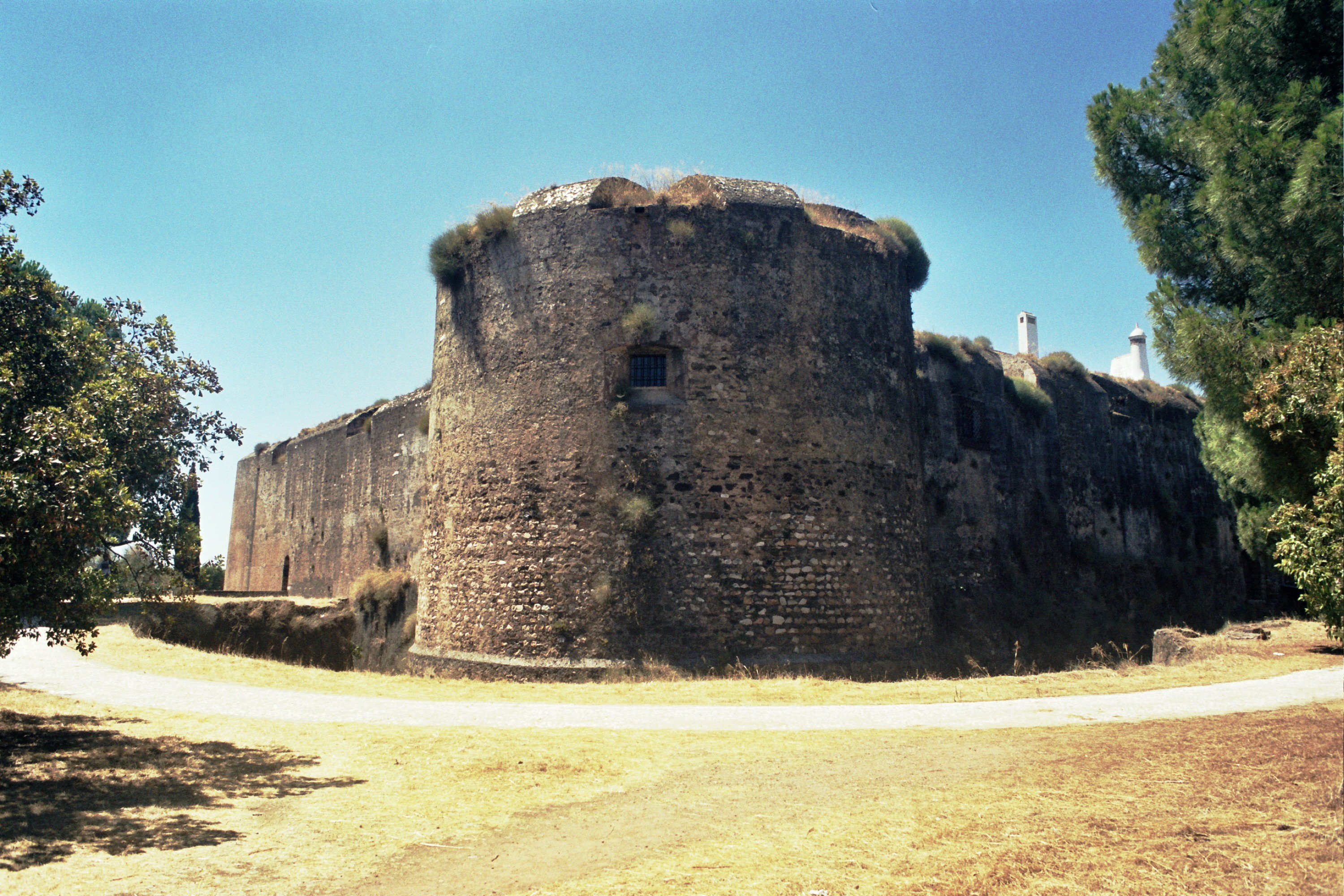
Une tour ronde d'angle.
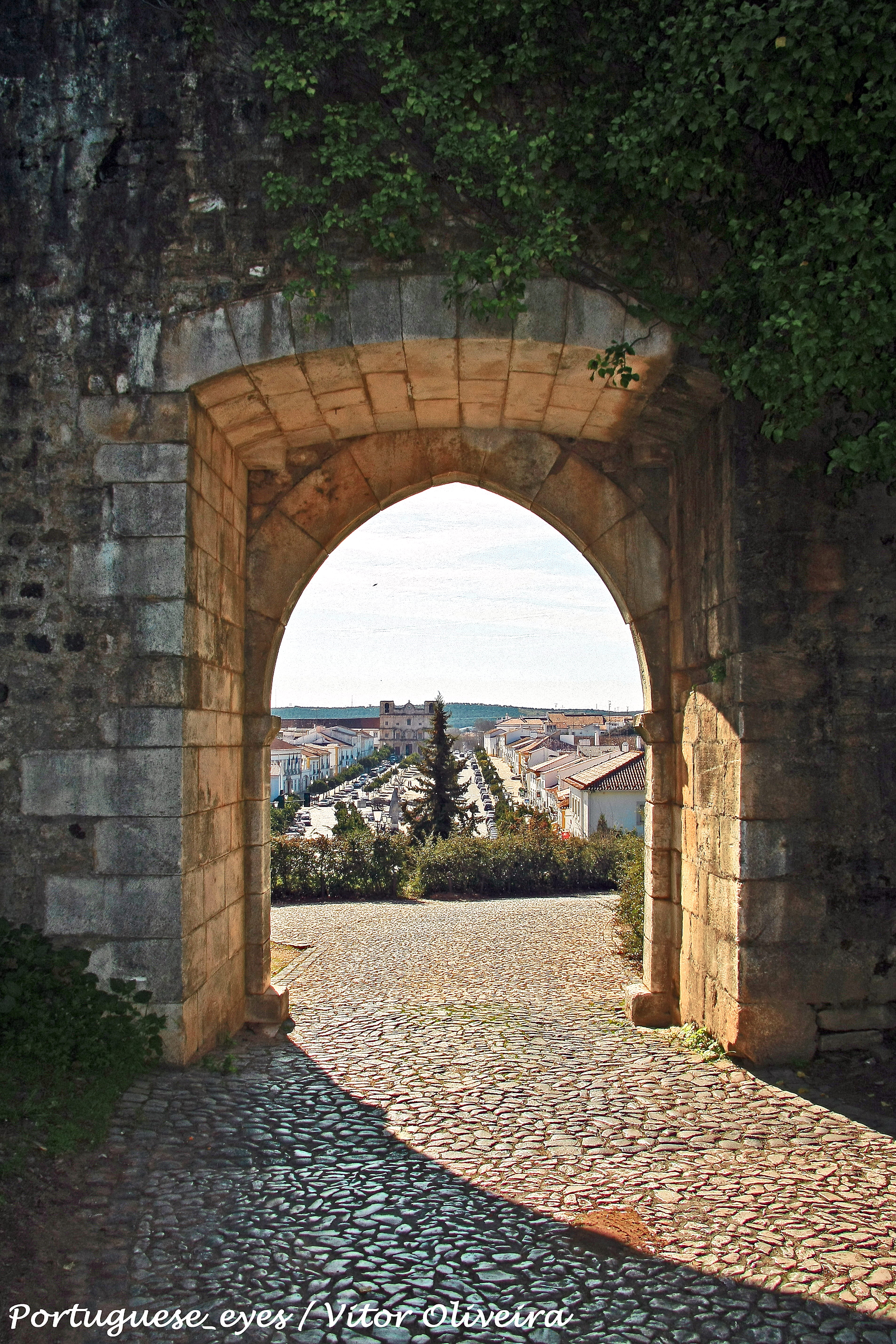
Une porte de ville.